# Tanteo de Potrancas
El Clásico Tanteo de Potrancas es una carrera de la hípica chilena de Grupo I, disputada anualmente en el Hipódromo Chile. Se disputa en la penúltima semana del mes de junio, poniendo fin al proceso dos años y a la vez coronando a la mejor hembra de dicha condición en el Hipódromo Chile. Además es el puntapié inicial de la Triple Corona Potrancas que se conforma también por los clásicos Mil Guineas María Luisa Solari F. y Alberto Solari Magnasco y desde el 19 de junio del 2021 de la Cuádruple Corona del Chile.
El año 2020 producto de la Pandemia Por Coronavirus  y la posterior suspensión de la actividad hípica, esta prueba no fue reprogramada por el Hipódromo Chile y por ese motivo no se disputó.

## Récords
Récord de la distancia
- Richi (2023) con 1.28.62

Jinete con más triunfos
- 3 - Pedro Santos (1992, 1998, 2007)
- 3 - Luis Torres (1993, 1995, 2001)
- 3 - Gustavo Barrera (1999, 2003, 2004)

Preparador con más triunfos
- 4 Patricio Baeza A. (1993, 2004, 2005, 2015)

Criador con más triunfos
- 4 Haras Santa Olga (1991, 2009, 2012, 2018)

## Ganadoras del Clásico Tanteo de Potrancas
Las siguientes son  los ganadoras del clásico Tanteo de Potrancas desde 1990.
| Año  | Caballo             | Jinete            | Preparador               | Stud                  | Haras                 | Tiempo   |
| ---- | ------------------- | ----------------- | ------------------------ | --------------------- | --------------------- | -------- |
| 1990 | Nominada            | Christian Rojas   | Enríque Vidal V.         | Haras Curiche         | Curiche               | 1.32.2/5 |
| 1991 | Niña Balconera      | Sergio Vásquez    | Cristián Muñoz G.        | Santa Olga            | Santa Olga            | 1.30.4/5 |
| 1992 | Gala Placidia       | Pedro Santos      | Delfín López M.          | San Patricio          | San Patricio          | 1.30.2/5 |
| 1993 | Vía Sixtina         | Luis Torres       | Patricio Baeza A.        | Kandinsky             | Figurón               | 1.30.1/5 |
| 1994 | Alentadora          | Fernando Díaz     | Juan Cavieres A.         | Matute                | El Sheik              | 1.28.3/5 |
| 1995 | Shahpari            | Luis Torres       | Guillermo Aguirre A.     | Los Lobos             | Santa Isabel          | 1.29.1/5 |
| 1996 | Cindyrella          | Mauricio Figueroa | Francisco Castro C.      | Jockey                | Jockey                | 1.30.1/5 |
| 1997 | Medina Sidonia      | Javier Niño       | Alfredo Bagú R.          | Agrícola Aboughazaleh | Santa Isabel          | 1.35.0   |
| 1998 | Positana            | Pedro Santos      | Aquiles Martínez S.      | Erika Carolina        | Santa Mariana         | 1.30.2/5 |
| 1999 | Cremcaramel         | Gustavo Barrera   | Guillermo Aguirre B.     | Las Camelias          | Figurón               | 1.31.1/5 |
| 2000 | Printemps           | Anyelo Rivera     | Alfredo Bagú R.          | Haras de Pirque       | De Pirque             | 1.30.4/5 |
| 2001 | Señora Claudia      | Luis Torres       | Luis Urbina H.           | Isabelita             | Figurón               | 1.29.4/5 |
| 2002 | Escania             | Luis González     | Sergio Romero C.         | Haras San Patricio    | San Patricio          | 1.30.4/5 |
| 2003 | Villa Francia       | Gustavo Barrera   | Alberto González R.      | Doña Ester            | La Compañía           | 1.29.3/5 |
| 2004 | Eccellenza          | Gustavo Barrera   | Patricio Baeza A.        | Marengo               | San Patricio          | 1.32.1/5 |
| 2005 | La Chiflota         | Gonzalo Ulloa     | Patricio Baeza A.        | Haras Santa Sara      | Santa Sara            | 1.31.06  |
| 2006 | Desert Fight        | Hernán E. Ulloa   | Alejandro Padovani E.    | Haras Sumaya          | Sumaya                | 1.31.99  |
| 2007 | Zhou                | Pedro Santos      | Daniel Contreras A.      | Paula Inés            | De Pirque             | 1.31.26  |
| 2008 | Está Bailando       | Jesús Toro        | Luis Catena C.           | Haras Palmira         | Carioca               | 1.30.14  |
| 2009 | Mensajera de la Luz | Gonzalo Ulloa     | Juan P. Baeza J.         | Santa Olga            | Santa Olga            | 1.29.97  |
| 2010 | Por Que Ríes        | Mauricio Galaz    | Alejandro Padovani E.    | Haras Mocito Guapo    | Mocito Guapo          | 1.30.76  |
| 2011 | Amani               | Hernán E. Ulloa   | Marco Pavez O.           | Haras Sumaya          | Sumaya                | 1.28.98  |
| 2012 | Viene Cantando      | Oscar Ulloa       | José Inda D.             | Santa Olga            | Santa Olga            | 1.31.47  |
| 2013 | Divina Preciosa     | Jaime Medina      | Carlos Conejeros A.      | Antonio Vodanovic     | Matancilla            | 1.30.47  |
| 2014 | Ministra Hábil      | Héctor Barrera    | José T. Allende F.       | Santa Amelia          | Santa Marta           | 1.30.74  |
| 2015 | The Dream           | Héctor I. Berríos | Patricio Baeza A.        | Haras Jockey          | Jockey                | 1.32.30  |
| 2016 | Dominga Feliz       | Jaime Medina      | Javier Conejeros A.      | Legana                | L.E.Gana              | 1.32.49  |
| 2017 | Wow Cat             | Jorge A. González | Carlos Urbina H.         | Vendaval              | Paso Nevado           | 1.28.98  |
| 2018 | Sale Al Amanecer    | Joaquín Herrera   | Javier Conejeros A.      | Santa Olga            | Santa Olga            | 1.32.51  |
| 2019 | Sanenus             | Alberto Vásquez   | Carlos Urbina H.         | Matriarca             | Matriarca             | 1.33.77  |
| 2020 | Caso Cerrado        | Rafael Cisternas  | Carlos Urbina H.         | Tío Chico             | Curiche               | 1.31.27  |
| 2021 | Misia Nena          | Jorge A. González | Juan P. Baeza J.         | Vendaval              | Paso Nevado           | 1.33.92  |
| 2022 | Una Chiquitita      | Gustavo Aros      | Alejandro M. Padovani F. | Alejandro Padovani F. | Carioca               | 1.31.12  |
| 2023 | Richi               | Joaquín Herrera   | Juan C. Silva S.         | Vendaval              | Paso Nevado           | 1.28.62  |
| 2024 | Mi Gorda Bella      | Nicolás Molina    | Pedro Molina I.          | Isla Torina           | Cordillera            | 1.32.04  |
| 2025 | Diosa Del Rock      | Ariel Varas       | Jorge Chanqueo           | Veintiséis            | Constanza Jauregui O. | 1.29.52  |

- Hasta el año 2005 las centésimas del tiempo de la carrera se tomaban en quintos (5) es decir cada 20 centésimas de segundos eran equivalentes a 1/5.

## Última edición
El sábado 28 de junio de 2025 se disputó una nueva versión del Tanteo de Potrancas y logró el triunfo la ejemplar Diosa del Rock, (hija de Timojin), derrotando a Dalyan, en tercera posición se ubicó Hela, en cuarta posición llegó Mi Monchi Monchi y cerró la tabla Mi Clásica. Diosa del Rock fue conducida por Ariel Varas, es preparada por Jorge Chanqueo, pertenece al stud Veintiséis y fue criada por la señora Constanza Jauregui O..